# والتر دورست
والتر دورست (انگلیسی: Walter Dürst; ۲۸ فوریهٔ ۱۹۲۷ – ۲ مهٔ ۲۰۱۶) ورزشکار هاکی روی یخ اهل سوئیس بود.
وی در مسابقات کشوری و بین‌المللی در مجموع برندهٔ ۱ مدال برنز شده‌است.